# Boeing Monomail
Boeing Model 200 a 221 Monomail byly poštovní a dopravní letouny vyrobené na počátku 30. let 20. století americkou společností Boeing.

## Vznik a vývoj
Letoun znamenal odklon společnosti Boeing od dosud tradičního pojetí transportního letounu jako dvouplošníku a její příklon ke stavbě celokovových dolnoplošníků se samonosným křídlem. K aerodynamické efektivitě konstrukce přispěl i zatahovací podvozek a aerodynamicky jemný poloskořepinový trup téměř kruhového průřezu.:s.198 Typ si nicméně ponechal řadu prvků tradičního uspořádání jednomotorových poštovních letounů 20. let, s prostorem pro přepravu poštovních zásilek v těžišti stroje mezi motorem a otevřeným pilotním kokpitem umístěným za odtokovou hranou křídla.:s.199
V roce 1930 byl nejprve postaven a 6. května zalétán prototyp poštovního letounu označený Model 200 Monomail, který byl kromě firemních zkoušek také zapůjčen k testování US Army, jež mu přidělila označení Y1C-18. K objednávce sériové výroby ale nedošlo, a po návratu výrobci byl stroj od července 1931 nasazen do provozu v řadách dceřiné společnosti Boeing Air Transport na letecké poštovní trase San Francisco–Chicago.
Dne 18. srpna 1930:s.203 poprvé vzlétl druhý exemplář, označený Model 221 Monomail,:s.203 lišící se trupem prodlouženým o 8 palců (~ 20 cm), v němž kromě zmenšeného nákladového prostoru pro přepravu 750 liber:s.203 (~ 340 kg) pošty byla i uzavřená kabina pro 6 cestujících. Za ní umístěný pilotův kokpit zůstal nekrytý.
Později byly oba stroje přestavěny na dopravní verzi 221A s dále prodlouženým trupem, který umožnil zvýšení přepravní kapacity na 8 pasažérů. Oba letouny pak byly společností United Air Lines nasazeny na lince Chicago–Cheyenne.
Na dobu vzniku pokročilá konstrukce draku Monomailu nemohla plně využít svého potenciálu, protože byla handicapována pomalejším technickým vývojem v oblasti leteckých motorů a vrtulí, a v době kdy začaly být k dispozici výkonnější motory a za letu stavitelné vrtule byl již stroj překonán vícemotorovými typy, včetně Boeingova vlastního modelu 247. Řada pokrokových prvků Monomailu však byla firmou zapracována do konstrukcí vojenských letounů, prototypu bombardéru YB-9 a stíhacího stroje Model 248 (pozdější P-26 Peashooter), které v první polovině 30. let patřily mezi nejmodernější příslušníky svých kategorií.

## Varianty
Model 200
Jeden exemplář poštovního letounu.
Model 221
Jeden poštovní letoun se schopností přepravy 6 cestujících.
Model 221A
Označení pro přestavbu Modelu 200 i 221A na dopravní letoun s kapacitou 8 cestujících.

## Uživatelé

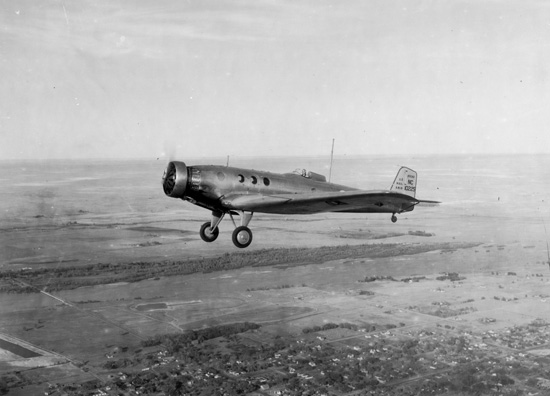
Boeing Monomail v letu

### Civilní
- Spojené státy americké
  - United Air Lines
  - Boeing Air Transport

### Vojenští
- Spojené státy americké
  - United States Army Air Corps (krátkodobé testy)

## Specifikace (Model 200)
Údaje podle:s.200

### Technické údaje
- Osádka: 1
- Kapacita: nákladový prostor o objemu 6,2 m³ (220 krychlových stop)
- Délka: 15,6 m (41 stop a 2,47 palce)
- Rozpětí: 18 m (59 stop a 1,5 palce)
- Výška:
- Nosná plocha: 49,7 m² (535 čtverečních stop)
- Prázdná hmotnost: 2 158,1 kg (4 758 liber)
- Vzletová hmotnost: 3 628,7 kg (8 000 lb)
- Pohonná jednotka: 1 × vzduchem chlazený hvězdicový devítiválec Pratt & Whitney Hornet B pohánějící dvoulistou vrtuli
- Výkon pohonné jednotky: 429 kW (575 hp)

### Výkony
- Maximální rychlost: 254 km/h (137 uzlů, 158 mph)
- Cestovní rychlost: 217 km/h (117 uzlů, 135 mph)
- Dolet: 852,9 km (460,5 nm, 530 mil)
- Praktický dostup: 4 267,2 m (14 000 stop)
- Stoupavost: 4,31 m/s (850 stop za minutu)